# سيادة الشعب

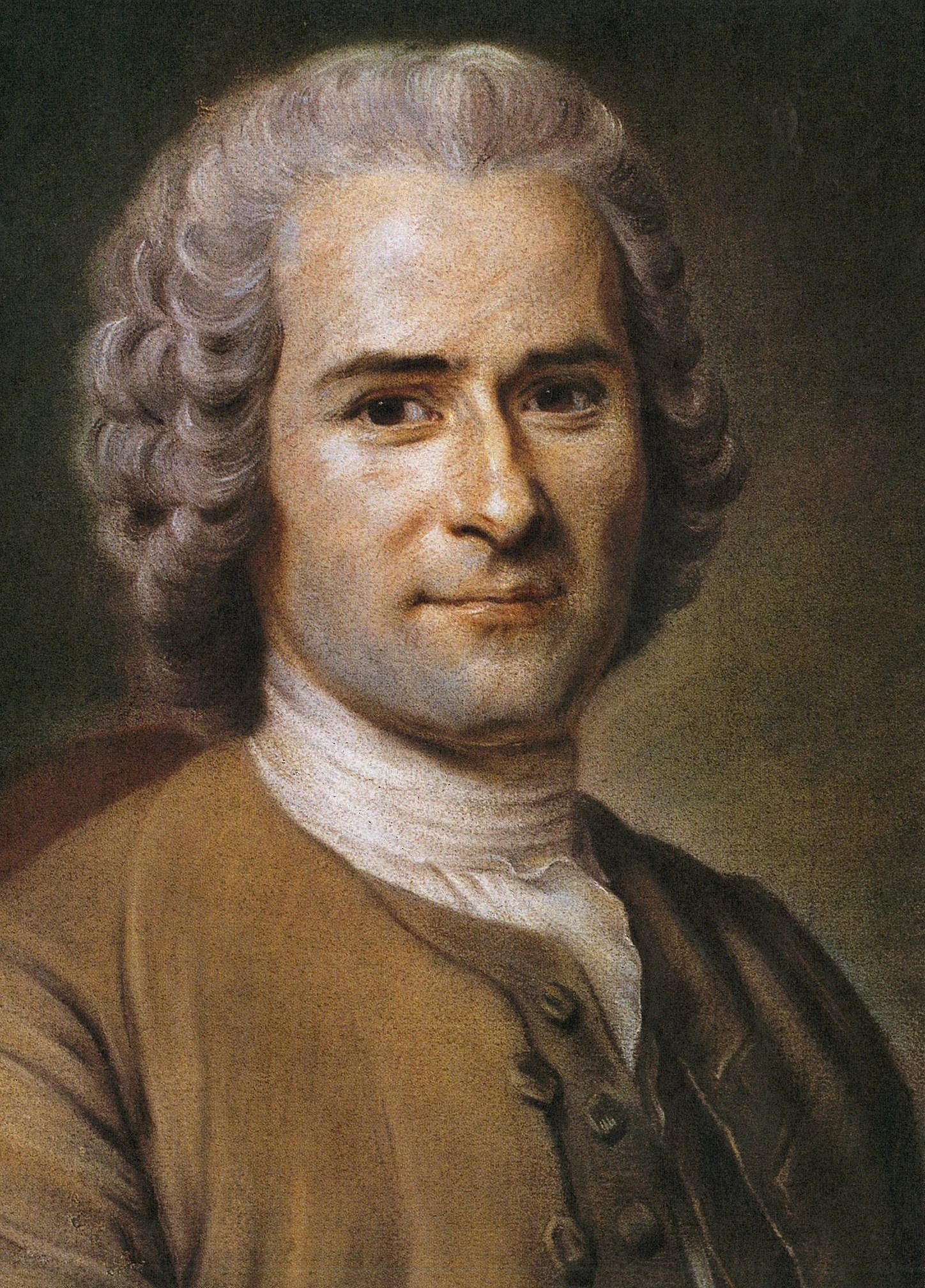

السيادة الشعبية أو سيادة الشعب هو الاعتقاد بأن شرعية الدولة هي التي أنشأتها إرادة أو موافقة شعبها، الذين هم مصدر كل السلطات السياسية. السيادة الشعبية تعبر عن مبدأ ولا تعبر بالضرورة عن واقع سياسي وغالبا ما يتناقض مع مفهوم السيادة البرلمانية مع سيادة الفرد. ويمكن وصف السيادة الشعبية بأنها صوت الشعب.